# Juscelinomys
Juscelinomys é um gênero de roedores da família Cricetidae.

## Espécies
- Juscelinomys candango Moojen, 1965
- Juscelinomys guaporensis Emmons, 1999
- Juscelinomys huanchacae Emmons, 1999